# Списък на фигурите в Анатомията на Грей: VII. Вени
Фигурите по-долу се срещат в глава VII-ма: Вени от Анатомията на Грей (версия от 1918 г.)

## TheSystemic Veins

### Вениисърце(Тема 166)
- Фигура 556

### Венинаглаватаишията

#### Вени of the exterior of the главата илицето(Тема 167)
- Фигура 557

#### Венинашията(Тема 168)
- Фигура 558
- Фигура 559
- Фигура 560
- Фигура 561
- Фигура 562
- Фигура 563

#### Thediploic veins(Тема 169)
- Фигура 564

#### Венинамозъка(Тема 170)
- Фигура 565

#### Thesinusesof thedura mater,ophthalmic veinsandemissary veins(Тема 171)
- Фигура 566
- Фигура 567
- Фигура 568
- Фигура 569
- Фигура 570
- Фигура 571
- Фигура 572

### Венинагорния крайникигръдния кош(Тема 172)

#### Горен крайник

##### Повърхностни вени
- Фигура 573
- Фигура 574

##### Дълбоки вени
- Фигура 575
- Фигура 576

#### Гръден кош
- Фигура 577

#### Гръбначен стълб
- Фигура 578
- Фигура 579

### Венинадолния крайник,коремаитаза(Тема 173)

#### Долен крайник

##### Повърхностни вени
- Фигура 580

##### Дълбоки вени
- Фигура 581
- Фигура 582
- Фигура 583

#### Коремитаз
- Фигура 584
- Фигура 585
- Фигура 586
- Фигура 587
- Фигура 588
- Фигура 589

#### Долна празна вена
- Фигура 590
- Фигура 591